# 永田雅一
永田 雅一（ながた まさいち、1906年〈明治39年〉1月21日 - 1985年〈昭和60年〉10月24日）は、日本の実業家、映画プロデューサー、プロ野球オーナー、馬主。

## 人物
大映社長として『羅生門』などを製作。プロ野球「大映球団」のオーナーおよびパ・リーグの初代総裁で野球殿堂入りも果たしている。大言壮語な語り口や日本映画界や政界への影響力から「永田ラッパ」や「映画界の父」や「政界の黒幕」の異名でも知られ、「ガメラ」や「ゴールデンウィーク」の命名者でもある。
また、「幻の馬」とも称されたトキノミノルなどの名馬の馬主でもあり、東京スタジアムの建設、日本中央競馬会の創設、東京スポーツの経営、ペプシコーラの事業拡大、日蓮宗の信徒総代や聖心女子学院のパトロンや日本相撲協会の運営審議委員会員を務めたなど影響力は多岐に渡る。
『最後の活動屋』を標榜していた。山本嘉次郎にも『映画人は信用出来んが、活動屋は信用出来る』と評されている。
母・紀美の『百回詣で』に対抗して『百回仲人』の願を立てていたという。百回目の仲人は坪内ミキ子夫妻。
ウォルト・ディズニーとの交友でも知られ、ディズニーランドへの熱心なリピーターであっただけでなく大映はディズニー作品の国内配給も行っており、ディズニーは永田に「私たち兄弟は以前漫才師だった。もし漫才師として成功していたら、今日の我々はなかった。」と語っている。『バンビ』の国内での発行や「奈良ドリームランド」の建設にも永田の影響力が関係していたとされる。また、永田自身が制作した1957年の『白い山脈』も大映で配給していたディズニー作品「自然の冒険シリーズ」を意識している。

### 日蓮宗信者として
永田が熱心な日蓮宗信者であることは有名であるが、これは母・紀美の影響によるものである。紀美は家業の友禅染問屋が急激に傾いたことを機に日蓮宗に入信。身延山への百回詣でを願掛けし、毎年山に登り続けた姿を見続けることとなる。後年になって『人一倍雑念的存在であるわしが、殊勝にも信仰の道に入ったのは、全て母の信仰心に追うものなんじゃ』と語っている。
1952年 - 1953年ごろからは12月31日になると身延山の七面山に入り、元旦会のお籠りをしていたという。永田全盛期には元旦会や節分会になると長谷川一夫や時津風理事長などを従えて来山していたという。
生前に映画『日蓮と蒙古大襲来』や『日蓮』の制作に関わっており、井上伸一郎によるガメラと蒙古襲来をテーマにした2015年の小説『聖獣戦記 白い影』でも「玄武（ガメラ）」の契約者として日蓮が登場する。
晩年の20年ほどは信徒の総代となる。失火によって焼失した鐘楼をほぼ独力の寄付により再建するほか、様々な施設の寄付にかかわっている。また、紀美の銅像を境内に建立しているが、霊場のしかも総本山への個人をモデルとした銅像建立は異例である。また、墓所は池上本門寺に営まれた。

## 家族・親族
- 息子の永田秀雅（英語版）は大映の副社長を務め、「ガメラシリーズ」等への関与でも知られる[3]。
- 孫の永田守は、TBSラジオのディレクターの後にプロデューサーとなり、TCエンタテインメントの専務取締役である。『コサキン怪傑アドレナリン』および後継の『コサキンDEワァオ!』、『伊集院光 深夜の馬鹿力』などを担当しており、特に『深夜の馬鹿力』においては「永田家には足を向けて寝られないほどの大恩がある」と語る安部譲二が数々の企画に出演するなど、永田家の影響力を窺い知る逸話がある。その守に雅一は「大映パパ」と呼ばせていたという。
- 孫の一人である永田雅士は、雅一が立ち上げた広告代理店「永田企画（旧・永田雅一プロダクション）」の代表取締役である[8]。
- 外食産業専門コンサルタント会社「株式会社ブグラーマネージメント」代表取締役社長兼CEOである永田雅乙（YouTube上で「永田ラッパ」としても活躍）は曾孫にあたる。
- 歌舞伎役者市川雷蔵の妻・太田雅子（一般人）は永田と養子縁組関係にあった。
- 日本芸能界初のプロ和太鼓奏者である高山正行の夫人の叔父にあたる。

## 経歴

### 出生
京都府京都市三条通油小路下ル（現在の中京区）で生まれた。父・永田芳太郎、母・紀美の長男。生家は染料と友禅の問屋であった。父は熊本県の阿蘇出身、母は東京出身。雅一が3つぐらいのときから家運が傾きはじめた。工場が火事になったり、女中と小僧が金を持って駆け落ちしたりで転落に拍車をかけた。やむなく両親は同じ中京区の御池通神泉苑町に小さい家を建てて引越し、商売を縮小したのだが、父が友人の借金の保証をして破産の憂目を見ることになった。それで再び転居し、同じ町内で新しく借家住いの境涯になった。

### 上京
小学校卒業と同時に、青雲の志を抱いて上京した。当時東京証券交換所で常務をしていた親戚を頼って「小僧にしてくれ」といったが、小僧になるのにも旧制中等教育学校卒業程度（新制高等学校卒業程度）の学歴が必要だった。そこで補欠試験をうけて大倉商業学校（新制の商業高校に相当）に入った。しかし、学業半ばで父が47歳で脳出血で突如急死したために「両親健在のうちに永田家を復興させたい」という念願は挫折し、その失意も手伝ってか大倉商業を4年で中退した。

### 帰郷
1923年9月1日、関東大震災が発生した。永田は青年団の一員として整理によく働いた。その月の18日には避難民を送る長崎丸に便乗を許されて神戸に行き、京都に帰ることができた。
青年多感の永田は、英雄主義的な気持ちから次第に社会主義にかぶれていった。それゆえに特高に絶えず尾行されたにもかかわらず、いろいろなデモや集会に参加した。一時は京都のヤクザ「千本組（皇民党事件の荒寅千本組はその流れを汲む）」に籍をおいた。永田によれば「私の仲間に二条駅で貨物の荷役を請負っていた千本組の元締笹井三左衛門の息子の末三郎というのがいた。この笹井というのは京都でも十番目ぐらいの多額納税者で、一部の子分はともかく、オヤジそのものは決してヤクザではない」という。永田は、警察官に夜となく昼となく尾行される身の上になっていき、これを嘆いた母からは父の位牌を膝の前にして折檻され、家を追放された。

### 映画界へ
家を追われた永田はマキノ兄弟との縁から1925年、日本活動写真（現・日活）京都撮影所に入所し、映画人としての道を歩む。無声映画時代の映画のロケ現場は見物客からおひねりが飛び交い、それ自体が興行のようなものだった。永田はこのおひねりを拾い集め、撮影仲間と女郎屋へ繰り出すという毎日だったという。
駆け出しの永田は便利屋として働き、持ち前の雄弁さと、人を逸さぬ社交術で、藤村義朗や浅岡信夫、望月圭介らに可愛がられ政界への足場を築く。

### 映画界の父
1934年8月22日、日活を退社。退社にあたり「日活更生のため身を挺して働いたが、中谷社長の主義、政策方針に合わず退社す」との電報を打った。退社の直接の理由は秋の大作である『荒木又右衛門』の製作に当たり、社長と衝突したためとされている。その後、日活の前関西支店長や宣伝部長らと第一映画社を創立、日活所属の俳優陣の引き抜き合戦を経て、自前のスタジオにて映画を製作している。1936年、同社が解散する際には従業員を前に泣きながら解散の弁を語ったとされる。その後は松竹の大谷竹次郎の知遇を得て、俳優達を引き連れて大谷が経営する新興キネマの京都撮影所長となるのが表の履歴である。しかし、竹中労の『聞書き アラカン一代』によると撮影所所長の職は第一映画社を解散する前に約束されており、そもそも第一映画社の投下資本は「松竹」の出資であったとしている。大谷の実弟である白井信太郎（新興キネマ）をバックにつけて、日活の分裂に動いた永田がそのまま大谷の傘の下に入ったとしており、引き抜きや労務管理の汚れ仕事を受け持つ別働隊であったと暴露している。
永田の泣きの芝居の一週間前には東宝から金を引き出していた日活の堀久作常務（当時。後に社長）が逮捕され、日活と東宝の提携が調印後、壊されている。何もかも日活配給網を得んとする松竹の野望から始まり、小林一三（阪急阪神東宝グループ創業者）の「大東宝」構想との衝突が根本にあったとされる。1942年、政府の勧奨で映画会社が統合される際に、業界を東宝ブロックと松竹ブロックに二分する動きがあるのを察知すると、当局に掛け合って新興キネマと日活を軸とした第三勢力による統合を認めさせ、「大日本映画製作（大映）」の成立に成功。この立案をした情報局第五部の第二課長に贈賄をしたという噂は当時から残っている。成立と同時に作家の菊池寛を同社社長に担ぎ出し、自らは専務に就任。1947年には社長となる。翌年1月公職追放となるが、間もなく追放解除となり社長に復帰した。
この間、1946年の第22回衆議院議員総選挙に京都選挙区から立候補したが、落選している。政治家とはならなかったものの、河野一郎や岸信介との交流から、一時政界のフィクサーとなっていた時期があった。特に警職法改正で閣内が分裂した際に当時の岸首相が大野伴睦に対してされたとする政権禅譲の密約を交わした際に萩原吉太郎、児玉誉士夫とともに立会人になったとされている。

### 大映社長として
社員をすべて縁故で固め、その息子や親戚を採用し、自らをカリスマ化した。映画の企画もすべて永田の意見で決められた。監督の森一生は「企画をいくら出しても一本も通らなかった。しまいには『芸者に聞いたらこんなもんあかんゆうた』と言われた」と述懐している。こうした公私混同とは別に、大映の企画副部長を務めた奥田久司は「功罪のうちの功」として、永田が他社に先駆けて1947年ごろに「定年60年制」を独断で採用したことを挙げている（他の映画会社は現在も「定年55年制」である）。
1951年、後述するように個人所有していた競走馬トキノミノルが10戦全勝で東京優駿（日本ダービー）を優勝する。その3ヶ月後には『羅生門』がヴェネツィア国際映画祭グランプリ、アカデミー外国語映画賞を受賞。
このように大きな栄誉がそれぞれ永田と大映作品にあったこの1951年こそが、若いころの刻苦を乗り越え、やがて強運を掴んで上り詰めた永田の人生の絶頂点であったと見る向きもある。その一方では、トキノミノルが東京優駿からわずか半月後に急死してしまうというアクシデントも起きていた。
とはいえ、この『羅生門』の受賞を契機としてその後も『雨月物語』（ヴェネツィア国際映画祭 銀獅子賞受賞）『地獄門』（カンヌ国際映画祭　グランプリ受賞）などの国際的に名声を得た大作を手掛ける一方、日本初の70ミリ映画『釈迦』も手掛けた。
『地獄門』では、企画会議で全社員が反対するなか、「そんなら俺一人でやる！」と強引に製作。その結果、カンヌ国際映画祭でグランプリを獲っており、アカデミー特別賞も受賞。一方、多数の証言が一致する点では、永田は『羅生門』では制作立案の段階で無関心であった。試写では途中で席を立った。その後も、海外で続々と受賞し始めるまで、「なんや、サッパリわからん」と、自分の会社の作品をこき下ろしていた。グランプリ受賞の報に狂喜乱舞する新聞記者たちに「で、グランプリってのはどのくらい凄いんだ?」と聞きなおしたが、その後は自分の功績を並べ立てた。黒澤へ顕彰の証を渡さず大映本社に飾った永田に対して、当時の狂句は「黒澤明はグランプリ、永田雅一はシランプリ」と揶揄している。1954年には菊池寛賞を受賞した。
大映全盛期には異例の5割配当を行うなど、自身の手掛ける作品には絶対の自信を持ち、それゆえプロ野球以外の副業にはほとんど関心を示さなかった。映画の製作・配給は行っても、興行はほとんど既存の地方興行主に任せており、直営の映画館は皆無に近かった。東宝の小林一三も「君はグランプリ・プロデューサーだから興行みたいなチマチマしたことはせずに製作すれば必ず僕のところで上映しよう」と言ったとされる。
1953年には、松竹、東宝、東映、新東宝に呼びかけ「五社協定」の締結を主導。各映画会社に所属する技術者や俳優の他社への出演を原則禁止した。五社協定は1954年に戦前の映画制作を再開させた日活への対抗策として発足したが、1958年にその日活も加わって、テレビ業界への対抗策と化した悪名高き六社協定に発展する（1961年に新東宝が倒産して五社協定に戻る）。後にこの協定に絡み、大映の看板スターだった山本富士子や田宮二郎が永田との確執から大映を退社し、丸井太郎はガス自殺した。その一方で、日本テレビ創立の際に出資し、フジテレビには親会社の一角として経営に参加していたものの、余りテレビには関心を示さなかった。
1966年の「第一次怪獣ブーム」の頃には、低迷する日本映画界の救済と、日本映画作品、特に日本特有のジャンルであった怪獣映画や特撮作品の海外市場における需要を見込んだ永田は、自身の政界とのコネクションを使って財団法人「日本映画輸出振興協会」の設立に注力した。大映・日活・松竹など永田自身と関係性がある会社の作品群が助成金による融資を受けた（東宝と東映は敢えて融資を受けなかったとされる）。融資対象としては、大映の『大怪獣空中戦 ガメラ対ギャオス』や『大魔神逆襲』や『怪談牡丹燈籠』などの怪談作品群や『あゝ海軍』、（永田と1930年代からの関係性がある）円谷英二も携わった『大巨獣ガッパ』と『宇宙大怪獣ギララ』、「男はつらいよシリーズ」、『智恵子抄』、（大映による1962年版ではなく1968年の松竹版の）『黒蜥蜴』、『神々の深き欲望』などが含まれている。
このような状況で、「永田ラッパ」と呼ばれたワンマンな放漫経営の弊害は年を追う毎に色濃くなってきたが、極端なワンマン経営およびその性格ゆえに周囲から永田に諫言できる人物もおらず、1960年代半ばからの日本映画界の急激な斜陽と不振の中で、ほとんど製作本位で大作主義だった大映はジリ貧に追い込まれてゆく。その中にあって長谷川一夫の引退、上記の山本・田宮の解雇、勝新太郎の独立、養女の永田雅子と結婚させていわば娘婿の関係にあった市川雷蔵のガン死（1969年）、大型新人スター不在といった問題が重く伸し掛かり、ついに1971年12月23日に東京地方裁判所より破産宣告を受け、倒産。倒産間際に湯浅憲明が、組合からの突き上げを食らいながら完成させた、永田大映最後の映画作品『成熟』（1971年）の本社試写では「出来たのか、出来たのか」と女子職員に支えられながら号泣。湯浅も「あの怪物が」と複雑な心境だったというが、いつもの永田節を聞かされてきた社員たちは、この期に及んでも半信半疑だったという。また、倒産間近となったとき永田は社宅の前で、「ここは抵当に入っている、諸君にはどうか倒産させないためにも、ここ（社宅）を出て行ってもらえないか」と頼み込んだ。その社宅は、約20年前に永田が社員に向かって「諸君、ここには今何もないが、いずれプールや遊園地を造る、ここにいる赤ん坊が20歳になったときには素晴らしい施設が完成しているだろう!」との大見得を切りながら演説した場所だった。その場にいた20歳の青年たちから「あの時の約束はどうした、プールや遊園地はどうした!」と罵声が浴びせられ、これにショックを受けた永田は卒倒寸前となり、腕を抱えられながら退場したという。
それでも、永田は1976年に永田プロダクションを設立。同年、永田の跡を継ぐことを狙っていた徳間康快の徳間書店の子会社となって映画製作に復帰していた大映作品の映画『君よ憤怒の河を渉れ』にプロデューサーとして参加することで、映画界に復帰した。
熱心な日蓮宗信者としても知られ、晩年には萬屋錦之介（初代中村錦之助）主演で映画『日蓮』を製作した。

### プロ野球との関わり
1947年末、アメリカ視察旅行から帰国した永田は大映作品のアメリカ市場進出のためには、自らがアメリカにおいても名の通った存在でなくてはならないことを痛感。当時、アメリカで尊敬される名誉職の一つがプロ野球オーナーであり、また元々野球好きであったことから、永田もプロ野球チームを持つことを決意する。これを永田に吹き込んだのは、永田と夫人同士が姉妹（いわゆる相婿）だった側近の武田和義。1948年中日ドラゴンズの赤嶺昌志球団代表を慕っていた選手（赤嶺一派）が脱退し、いくところがなく赤嶺と小林次男（横沢三郎の兄）が小西得郎に話を持ち込み、小林、小西の仲介で赤嶺一派と「大映球団」を組織した。小西の証言では、永田は川口松太郎を通じて小西に会い、小西の仲介で永田のメインブレイン・大麻唯男を間に入れて、赤嶺昌志と永田を繋げたと話している。間もなく、国民野球連盟に所属していた大塚幸之助経営の大塚アスレチックスを買収。この大塚幸之助は後に金星スターズのオーナーとなり、本業の洋傘製造業者・大塚製作所が倒産した後も、永田のブレーンであり続けた。
1948年1月、東急フライヤーズと合同して急映フライヤーズを名乗るが、同年12月、別途金星スターズを買収して大映スターズを結成。以降、本来は副業として球団経営に携わっていたのが次第にプロ野球も本業となり、ついに1953年（昭和28年）パシフィック・リーグ（パ・リーグ）の総裁に就任。高橋ユニオンズの結成による8球団制の採用や、その高橋と大映の合併を契機とする6球団制への再編成と、いずれも球界再編成の主役となった。
その後、大映は1957年に高橋を吸収合併し、「大映ユニオンズ」になった。リーグ総裁の永田は当時の7チームでは日程が組みにくいとして、この年に最下位となったチームを消滅させようと提唱したが、結局自身がオーナーであった大映ユニオンズが最下位となった。大映ユニオンズは、1958年から毎日オリオンズと対等合併して、大毎オリオンズとなった。この時は形式上毎日新聞社との共同経営ではあったが、法人格と各種記録は毎日が存続しつつも、経営面では大映が存続した形の逆さ合併だったため、大映側の永田がオーナーに就任し「大毎」のネーミングも自ら付けた。その2年後の1960年、大毎がパ・リーグを制し、日本シリーズで三原脩が監督の大洋ホエールズと対戦したとき、采配を巡って監督の西本幸雄と意見が衝突。
前評判に反し大毎はストレート負けを喫したため、西本と電話で口論となり、永田が「バカヤロー」と怒鳴ったことをきっかけに西本は辞表を提出して退任した（詳細は西本幸雄#大毎監督辞任を参照）。このシーズン終了後に毎日新聞社より全面的に球団経営を移譲され、名実共にオーナーとなる。
「永田ラッパ」はここでも高らかに吹き鳴らされる。自らの映画会社のスターと同じ名前だからと「長谷川一夫」という名の選手を入団させたり、短距離走選手としてオリンピック出場経験のある飯島秀雄を代走専門選手として採用したりした。だが、長谷川が（入団当初の投手ではなく野手として）一定の成績を収めたことと、小山正明と山内一弘の「世紀のトレード」を実現させた実績はあったものの総じてチーム強化に大きく結びついたとは言い難く、あわせてベンチに電話をかけ監督の濃人渉に選手交代を指示するなど現場への介入も多かったため、批判も受けた。一方、時には市川雷蔵などの大映のスターたちを連れながら足しげく観戦に訪れる永田はファンから愛され、オリオンズが勝った試合後に永田の出待ちをし、永田の姿が見えると拍手を送るファンもいた。また、東京スタジアム（後述）のオーナー室に作った神棚にチームに向けてのお祈りを欠かさなかったなど、選手を思う気持ちも並々ならぬものがあった。成田文男は「あの人ぐらいぼくらのことを思ってくれている人はいないと思う」と語っている。
1962年には私財を投じて東京都荒川区南千住にプロ野球専用球場・東京スタジアムを建設、その開場セレモニーでは観客に対し「今後この日本の代表的球場を愛されんことをお願い致します」と語りかけた。しかしその後、東京球場はチームの不調も重なり不入りで不採算が続き、読売ジャイアンツ（巨人、セントラル・リーグ所属の球団）のオーナー・正力松太郎がこの事態を見かねて「巨人にも東京スタジアムを使わせてほしい」と救いの手を差し伸べたものの、永田は「セ・リーグ、とりわけ巨人の世話になるのは御免だ」と、これを頑なに拒んだ（開場以来、東京近辺に本拠地を置くセ・リーグ球団のうち国鉄スワローズと大洋（本拠地は川崎市）には東京スタジアムでの主催試合の開催を許可していたが、巨人には最後まで許可を出さなかった）。しかし現在、観客の入退場に対する利便性を図った設計や、当時の後楽園球場にも劣らなかった各種設備などにおいて、東京スタジアムの先駆性は再評価されている。
1969年、遂に経営難で盟友・岸信介の仲介によりロッテを5年契約のスポンサーに付け、「ロッテオリオンズ」と改名し、副オーナーに岸の私設秘書だった中村長芳を招いた。
翌1970年10月7日の西鉄戦で、ロッテがパ・リーグ優勝を東京スタジアムで決めた時、永田はグラウンドに乱入した観客たちの手により、「永田さんおめでとう」の喝采と共に優勝監督の濃人や殊勲選手よりも前に胴上げされ、永田は号泣しながら宙を舞った（その後も観客たちは選手を片端から胴上げして回った）。
しかしその歓喜の瞬間からわずか3か月後の1971年1月、大映の経営再建に専念するため、永田はロッテ社長の重光武雄に球団経営の肩代わりを要請し、球団を正式にロッテへ譲渡、同時にオーナー職を中村に譲ることとなった。無念のうちに球界を去ることになった永田は記者会見で以下のように語った。
ここまで語った永田は言葉を失い号泣した。
永田が経営を退いた3年後の1974年、ロッテはパ・リーグを制し、中日ドラゴンズとの日本シリーズに臨んだ。ロッテのホーム初戦となる第3戦、後楽園球場のスタンドに、選手や球団の招きに応じ、永田が姿を現した。永田が野球場に足を踏み入れたのは、ロッテのオーナー職を退いて以来初めてのことであった。グラウンドには永田時代を知るロッテ選手だけでなく、中日側にも与那嶺要、近藤貞雄といったオリオンズ在籍経験のある者（指導者）たちが姿を見せていた。永田はその光景を見て「まるで息子たちが試合をしているような気がする」とつぶやいたという。ロッテはシリーズを4勝2敗で制し、日本一を達成した。なお、前述の記者会見で名前の挙がった小山は、前年の1973年に大洋ホエールズに移籍し、同年限りで引退した後、古巣・阪神タイガースのコーチに就任していた。
なお、経営を引き継いだ「株式会社ロッテオリオンズ」は、これまでの功労への配慮から永田を取締役として残留させ、オーナーが重光に交代した後の1981年時点でも、金田正一とともに名を連ねていた。
1985年10月24日、急性肺炎のため死去した。79歳没。1988年、野球殿堂入りを果たした。

### 馬主として
1934年にサラブレッドを購入し、競走馬の馬主となる。永田と競馬との縁はこの時を嚆矢とする。10戦無敗で皐月賞、東京優駿（日本ダービー）を制し二冠を達成したが、破傷風にかかり悲劇の最期を遂げたトキノミノルの馬主でもある。「トキノ」とは馬主でもあった菊池寛の冠名であり、「菊池寛の夢が実る」という意味で改名されたもの（デビュー戦の馬名は「パーフェクト」）と言われている。後年、トキノミノルをモデルにした『幻の馬』という映画も製作している。他にも名牝クリフジの産駒で、桜花賞・優駿牝馬の2冠を勝ったヤマイチや、ダービー馬ラッキールーラの母トースト、天皇賞馬オーテモンなども永田所有だった。
勝負服は緑地に黒三本輪で、永田が競馬から手を引いてからはしばらく使われなかったが、現在はグリーンファームの勝負服として登録されている。これはグリーンファームが永田の遺族に氏のかつての勝負服を使わせてほしいと申し出て、遺族が承諾したという経緯がある。

### その他の事業・事跡
東京スポーツ新聞社を経営していた時期がある。これは、同社の事実上のオーナーであった児玉誉士夫と親交があったことによるもの。東スポは永田の手腕により全国紙へと成長した。なお、プロ野球・国民リーグの大塚アスレチックスから金星スターズを経て大映スターズの経営に携わった大塚幸之助は、最晩年東スポの監査役を務めていた。
当初日本におけるペプシコーラ事業の代表者であった。永田が日本での販売会社を設立し、上掲の大塚幸之助が総支配人を務めていた。映画館で売っているコーラはペプシとよく言われたのはこの所以。先述の東京スタジアムのスコアボードにも、ペプシとミリンダの大広告が見える。また現在も後身たる千葉ロッテの本拠地・千葉マリンスタジアムに広告が掲示され、ロッテリアで扱うコーラはペプシである。
聖心女子学院のパトロンでもある。広尾の旧久邇宮邸を堤康次郎に先んじて買収し寄贈、札幌の敷地を工面したのも永田である。教育にも関心があり、ある時息子の永田秀雅が『あなたは本当は何になりたかったのです』と尋ねたところ『立派な学校を建てて、貧乏人も金持ちも区別なく教育を受けさせてやる仕事だよ』と答えたという。
武州鉄道汚職事件では、武州鉄道の発起人に名をつらねていたので贈賄罪で逮捕・起訴されたが裁判で無罪となる。
1957年には日本相撲協会に請われて設立されたばかりの運営審議委員会委員となり、死去時まで務めた。

## 顕彰
- 1954年（昭和29年）菊池寛賞
- 1955年（昭和30年）紫綬褒章[1]
- 1961年（昭和36年）フランス芸術文化勲章[1]
- 1966年（昭和41年）藍綬褒章[1]